# Krępnica
Krępnica (Duits: Kromnitz) is een plaats in het Poolse district  Bolesławiecki, woiwodschap Neder-Silezië. De plaats maakt deel uit van de gemeente Bolesławiec en telt 240 inwoners.